# Università di Cipro

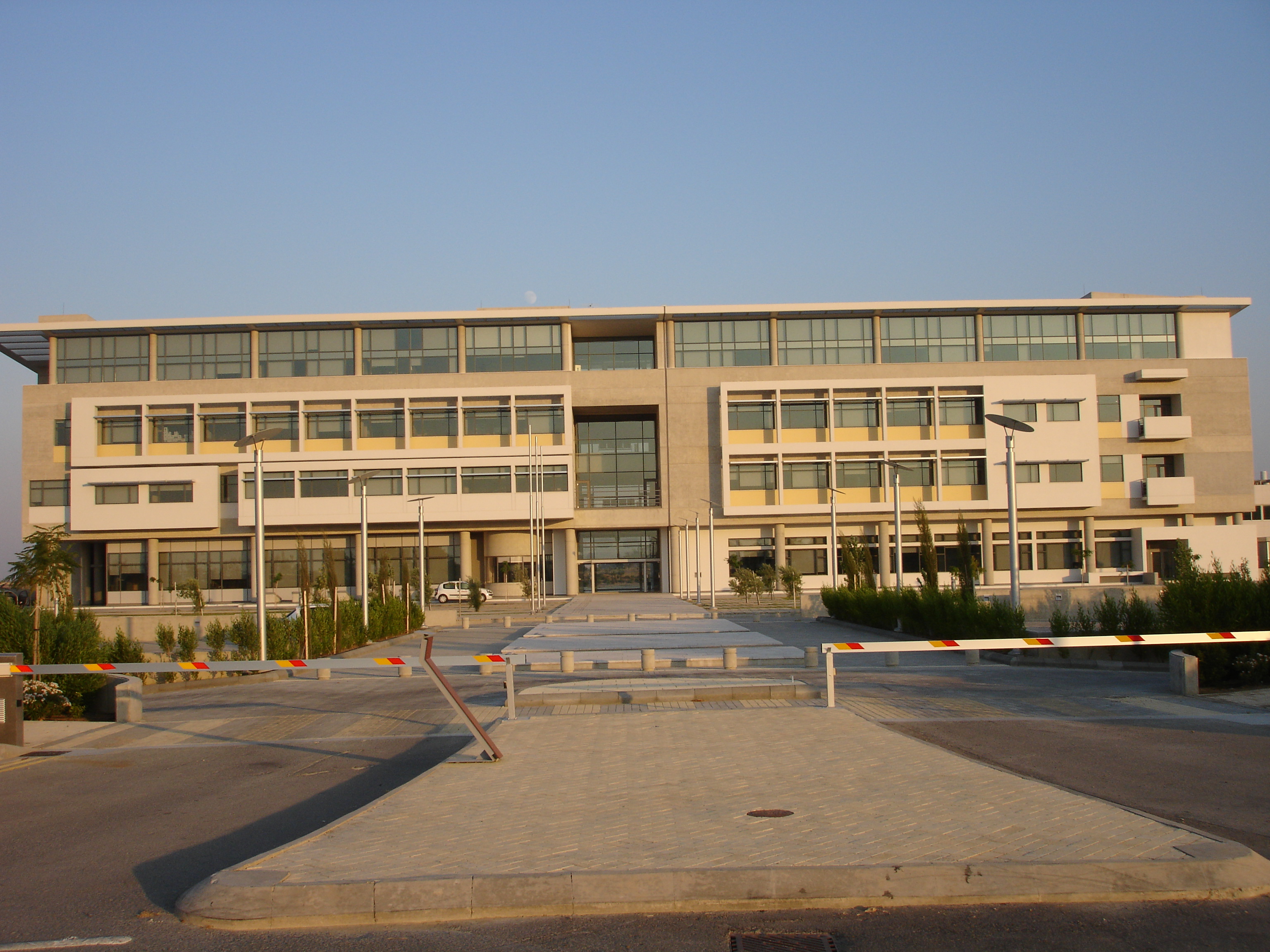
Campus universitario

L'Università di Cipro (in greco Πανεπιστήμιο Κύπρου?, in turco Kıbrıs Üniversitesi, in inglese University of Cyprus, anche UCY), è un istituto universitario di Nicosia, capitale di Cipro. 

## Storia
Fondata nel 1989, è uno dei più importanti istituti di istruzione a Cipro. 
L'Università conta circa 7.500 studenti iscritti.